# Dani Rowe
Danielle 'Dani' Rowe (geboortenaam King) (Southampton (Hampshire), 21 november 1990) is een Britse voormalig wielrenster. Zij was aanvankelijk actief op de baan, waarop ze twee keer Europees kampioene, drie keer wereldkampioene en in 2012 olympisch kampioene werd. Ze richtte zich vanaf 2015 op de weg, waarbij ze tussen 2013 en 2016 reed voor Wiggle Honda, in 2017 voor Cylance en in 2018 voor Waowdeals. Op de weg won ze brons tijdens de Gemenebestspelen 2018.

## Loopbaan
Op de baan in de ploegenachtervolging werd King Brits kampioene in 2014, met Laura Trott, Joanna Rowsell en Elinor Barker. Ze werd driemaal Europees kampioene, bij de beloften en tweemaal bij de elite. Ze is drievoudig wereldkampioene en in 2012 werd ze olympisch kampioene in Londen in een wereldrecordtijd, samen met Trott en Rowsell, uitkomend voor Groot-Brittannië.
In november 2014 liep ze bij een val tijdens een training vijf gebroken ribben en een klaplong op. Hierdoor maakte ze geen deel meer uit van het Britse olympische baanprogramma. Vanaf 2015 is King zich daarom meer gaan richten op de weg, in aanloop naar de Olympische Zomerspelen 2016 in Rio de Janeiro. Zo behaalde ze in 2015 met haar ploeg Wiggle Honda de vierde plaats op het WK ploegentijdrit in het Amerikaanse Richmond, na een spannende strijd om brons met het Nederlandse team Rabo-Liv. Haar droom om na de baan ook de olympische wegrit te rijden, werd niet verwezenlijkt toen ze in juni 2016 te horen kreeg dat ze niet bij de Britse selectie zat.
In 2017 stapte King, na vier jaar bij het Britse Wiggle High5, over naar de Amerikaanse wielerploeg Cylance Pro Cycling. Ze behaalde dat jaar toptienplaatsen in Omloop Het Nieuwsblad, Tour de Yorkshire, The Women's Tour en GP Plouay. Na één jaar stapte ze over naar de ploeg van Marianne Vos: Waowdeals Pro Cycling. Op 14 april won ze namens Wales brons tijdens de wegwedstrijd van de Gemenebestspelen 2018 in Gold Coast, Australië. Later die maand werd ze twaalfde in Luik-Bastenaken-Luik. In mei werd ze tweede in de Tour de Yorkshire achter Megan Guarnier en een maand later werd ze derde in het eindklassement van de OVO Women's Tour, achter haar ploeggenote Vos en winnares Coryn Rivera. Op 1 juli won ze, net als in 2014, zilver tijdens het Brits kampioenschap wielrennen op de weg en in augustus werd ze tiende tijdens de wegrit van het Europees kampioenschap in Glasgow. Aanvankelijk werd ze aangekondigd bij haar ploeg die per 2019 Team CCC zou gaan heten, maar in december 2018 maakte ze bekend te stoppen met wielrennen.

### Onderscheidingen
In 2013 werd King onderscheiden met de benoeming tot Lid in de Orde van het Britse Rijk.

### Privéleven
Op 30 september 2017 trouwde Dani King met wielrenner Matthew Rowe, de oudere broer van Luke Rowe die bij Team Sky reed.

## Belangrijkste overwinningen

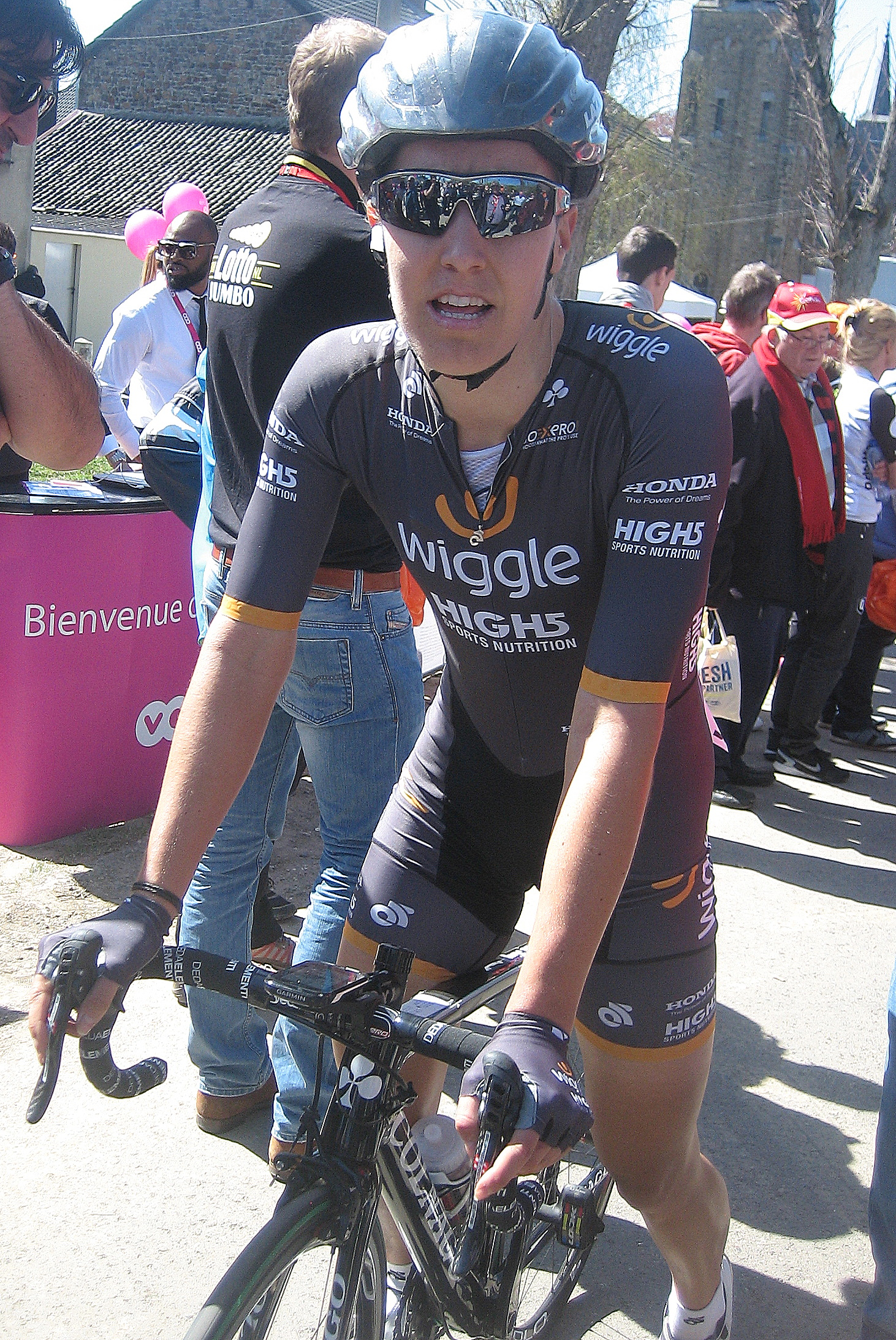
Dani King in de Waalse Pijl 2016.

### Op de weg
2008
2e etappe Omloop van Borsele
2013
 Brits kampioenschap op de weg
2014
 Brits kampioenschap op de weg
11e op Gemenebestspelen, wegrit
2015
 Eindklassement Tour of the Reservoir
1e etappe Tour of the Reservoir
Round 5 - Bath, Matrix Fitness Grand Prix Series
4e op WK Ploegentijdrit met Wiggle Honda
2016
 Bergklassement Santos Women's Tour
4e op Brits kampioenschap op de weg
2018
 Brits kampioenschap op de weg
 Wegwedstrijd Gemenebestspelen, Gold Coast
 Beste Britse in OVO Women's Tour

### Op de baan

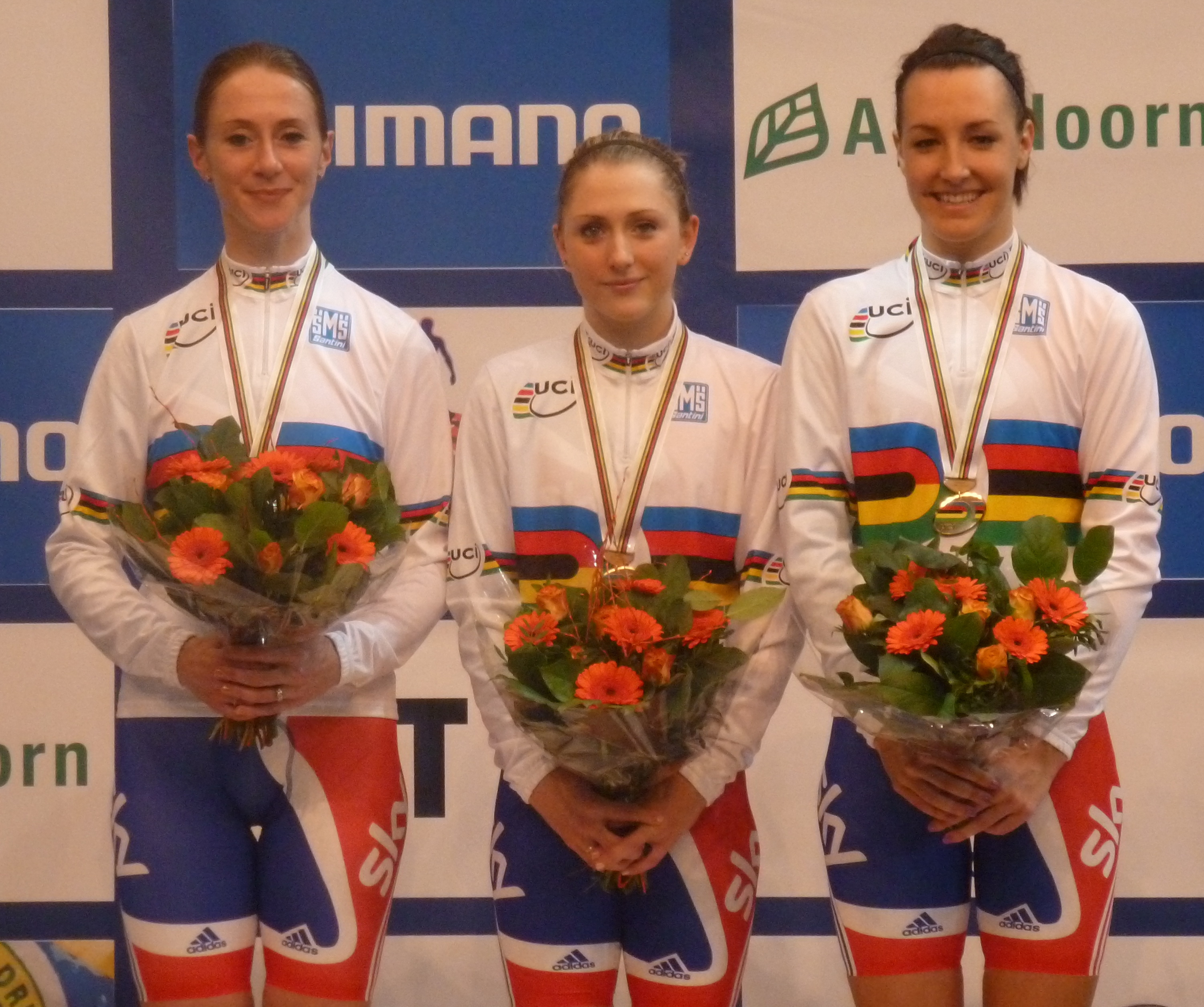
Eerste WK-titel in Apeldoorn 2011.

| Jaar | Brits kampioenschap               | EK                                             | WK                         | Overige                                    |
| ---- | --------------------------------- | ---------------------------------------------- | -------------------------- | ------------------------------------------ |
| 2009 | achtervolging puntenkoers scratch |                                                |                            |                                            |
| 2010 | puntenkoers scratch               |                                                |                            |                                            |
| 2011 | scratch                           | ploegachtervolging (elite en U23) omnium (U23) | ploegachtervolging scratch | Astana: omnium                             |
| 2012 |                                   |                                                | ploegachtervolging         | OS Londen: ploegachtervolging              |
| 2013 | achtervolging puntenkoers scratch | ploegachtervolging puntenkoers                 | ploegachtervolging         | Manchester: ploegachtervolging puntenkoers |
| 2014 | ploegachtervolging scratch        |                                                |                            |                                            |